# Discotrichoconcha cornea
Discotrichoconcha cornea is een slakkensoort uit de familie van de Capulidae. De wetenschappelijke naam van de soort is voor het eerst geldig gepubliceerd in 1951 door Powell.